# Intel Core i7
Intel Core i7 este o familie de procesoare de tip desktop x86-64 high-end, prima familie de procesoare de la compania americană Intel care folosește microarhitectura numită „Intel Nehalem”, fiind în același timp succesorul familiei de procesoare Intel Core 2 Duo. Modelele acestei familii de procesoare sunt alcătuite din 4 nuclee de tip monolitic (design monolitic înseamnă nuclee separate) Arhivat în 31 mai 2010, la Wayback Machine. Procesoarele Core i7 se fabrică pe nucleul cu denumirea „Bloomfield”. 
Potrivit companiei Intel, noul sistem de denumiri îi ajută pe cumpărători să se decidă mai ușor asupra produselor pe care le achiziționează, în timp ce marca "Intel Core" continuă să existe. Core i7 a fost produs prima dată în fabrica din Costa Rica, dar momentan se produce și în fabricile lui Intel din SUA.